# Cremastocheilus pugetanus
Cremastocheilus pugetanus är en skalbaggsart som beskrevs av Thomas Casey 1915. Cremastocheilus pugetanus ingår i släktet Cremastocheilus och familjen Cetoniidae. Inga underarter finns listade i Catalogue of Life.